# 北京地铁18号线
北京地铁18号线，工程名为北京地铁13A线，是北京地铁的一条建设中线路，全路线呈Γ字形，全长31.3公里，共设19座车站。
18号线起点为西城区车公庄站，终点至昌平区天通苑东站。既有13号线大钟寺站以南为新建线路，经新建地下段学院南路站，西直门站及车公庄站，与 █ 6号线、 █ 2号线换乘；中段则利用既有13号线大钟寺站至西二旗站段线路，并对相关车站进行相应改造；北段由西二旗站向东为新建线路，经回龙观地区、天通苑地区，与 █ 8号线、 █ 5号线、 █ 17号线换乘。   
18号线线路全长约31.3公里，其中新建线路约19.8公里，全线共设19座车站，其中新建车站14座，将采用8B编组，运输能力可提高75%左右，运能达到5.75万/h。新增小辛庄停车场。

## 歷史

### 北京地铁13号线西半段时期（1997年-2026年）
1997年12月，北京市综合投资公司、春旗事业发展公司等公司提出通过改造京包线、东北环线、望和支线解决北京北部地区地面交通的构想。同年12月，北京市市委书记贾庆林作出批示。
1998年8月24日，北京市市长办公室做出决定，项目在现有铁路的基础上按新建、独立运行方案进行建设，由地铁总公司作为项目的业主。此后，13号线正式由铁路部门转为北京市运作。
1990年代，北京已规划12条地铁线路，此路线与该12条线走势不符，故正式定名为13号线。13号线西段、北段以及东北端沿国铁京包铁路、东北环线修筑；东段柳芳以北由国铁望和支线改造，并沿京承高速修建。
1999年12月11日，开工仪式在上地站举行，北京市市委书记贾庆林、市长刘淇等领导出席。
2002年9月28日，13号线西段（西直门-霍营段）开通运营。
2003年1月28日，13号线东段（霍营-东直门段）开通运营。
2012年8月开始以北苑站为试点站率先安装屏蔽门，运营初期13号线各站站台均未设屏蔽门；2013年开始全线安装屏蔽门；2015年6月地铁13号线全线屏蔽门投入使用。
2014年7月6日晚，西直门站至大钟寺站区间高架桥下仓库起火引燃声屏障，导致西直门、大钟寺站停运逾2小时。为修复受损的桥体及声屏障，西直门、大钟寺站于2014年8月23日至24日停运施工。停运期间，13号线列车只维持来回知春路-东直门区间运行。
2016年10月1日至7日，为配合北苑路北延道路下穿13号线工程顶进施工，东直门站至立水桥站停止运营，施工单位为中铁六局。
2019年2月10日至16日，为配合京张城际铁路新增清河站拨线工程，13号线西直门站至回龙观站（不含）停止运营7天，施工单位为中铁六局。
2019年12月30日，13号线清河站正式启用。

### 将13号线既有线拆分、使用“13A线”和“13B线”工程名的过渡时期（2018年至2025年）
2018年10月23日，中铁六局在其招标网发布招标13号线拆分工程招标文件。当晚在部分媒体报道后，拆分招标文件随即被其撤下。之后报道过此消息的北京青年报也做了撤稿处理。
尽管有关报道和招标文件被撤下，但其内容和网友推测实施方案已经在网络上广泛流传，传闻的“龙泽站将取消”的消息引起了既有龙泽站周边业主的强烈反对，他们在2018年10月24日至30日期间不断在北京市规划和国土资源管理委员会网站政民互动板块发表意见进行抗议，与此同时支持13号线拆分的市民也在2018年11月1日至11日期间也在同一板块进行了支持的表态。规划部门回复将参考群众建议，并于近期公布规划草案并向公众征求意见。
2018年11月22日，北京市规划和自然资源委员会对13号线拆分为A/B线的工程规划方案开始进行30日的公示。该方案对既有龙泽站做移位处理，满足了周边业主的出行需求。
根据拆分方案，既有的13号线将在西二旗站至回龙观站间拆分，形成两条位于城市北部的交叉的“X”型线路：13A线和13B线（暂定名）。两条线路将在京藏高速以西地区新设站进行换乘。线路拆分将解决受制于西直门终点站列车折返条件差无法延伸而导致发车间隔无法缩短的问题，加强回龙观、天通苑等北部大型居住组团与上地软件园、中关村等就业集中区域的联系，大幅缩短区域间的出行时间，提升沿线市民出行效率，提升轨道交通可达性。

2023年4月，北京地铁13号线扩能提升工程北部新建段11座车站全部实现开工。截至2025年1月，既有13号线西段（西二旗站至大钟寺站）加长8节编组工程中的大部分车站仍处于施工进场围挡状态，未实质开工或施工进度缓慢，暂定工期至2027年12月。此外，位于既有龙泽站东侧地下的还建龙泽站施工进度较慢，目前暂定工期至2027年年底；南延段大钟寺站以南的入地点因涉及拆迁既有建筑物，尚未实质开工；车公庄站因占地问题延至2024年4月开工建设。受以上因素影响，2025年年底至2026年，13号线扩能提升工程北部新建段将作为一条新线独立运行。该新线曾被京投公司、施工方及运营方称为“13号线一字线”。2025年6月开始，施工方和北京地铁运营三分公司陆续开始使用“北京地铁13-18北段贯通线”的名称。截至2025年7月，马连洼站至天通苑东站全部车站封顶、区间贯通。

### 正式使用“北京地铁18号线”线路名称后（2025年至今）

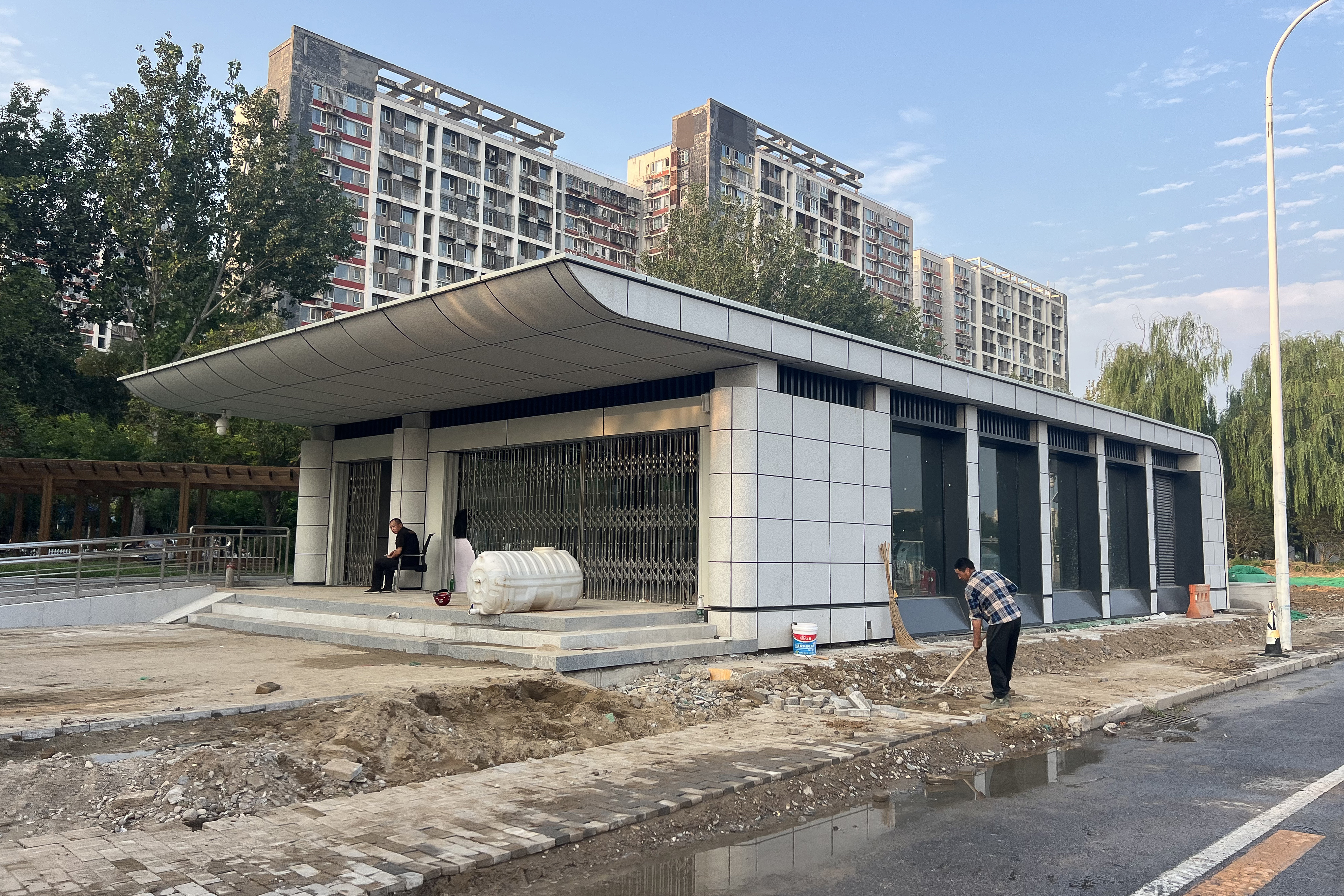
文华路站A出入口，曾因临时挂牌“18号线”而引发热议

2025年7月30日，据网传图片显示，北京地铁13A线文华路站A口架上站牌，其上显示“地铁文华路站 18号线”，线路色为蓝紫色。这表明13A线可能会以18号线作为其正式称呼。但该站牌为临时站牌，几个小时后就被撤下。
2025年8月，据昌平区融媒体中心所属账号“北京昌平”发布的消息可知，“北京地铁18号线”被正式确认为13A线的实际称呼。另外，文华路站已经正式进入验收阶段。北京广播电视台所属北京时间网后来证实了该消息。
预计2025年12月底，北京地铁18号线部分区间将率先开通运营。

## 車站
| 区间                                                                             | 站名         | 里程 （米） | 站间距 | 换乘                  | 行政区 | 开通日期                 | 站台设计               | 开门方向 |
| -------------------------------------------------------------------------------- | ------------ | ----------- | ------ | --------------------- | ------ | ------------------------ | ---------------------- | -------- |
| 新建区间                                                                         | 车公庄       | 0           | 0      | █ 2号线 █ 6号线       | 西城区 | 2027年                   | 地下岛式月台           | 左側     |
| 新建区间                                                                         | 西直门[8]    |             |        | █ 2号线 █ 4号线       | 西城区 | 2027年                   | 地下岛式月台           | 左側     |
| 新建区间                                                                         | 四道口       |             |        | █ 9号线               | 海淀区 | 2027年                   | 地下岛式月台           | 左側     |
| 既有区间                                                                         | 大钟寺       |             |        | █ 12号线              | 海淀区 | 2002年9月28日            | 高架侧式月台           | 右側     |
| 既有区间                                                                         | 知春路       |             | 1206   | █ 10号线              | 海淀区 | 2002年9月28日            | 地面侧式月台           | 右側     |
| 既有区间                                                                         | 保福寺       |             |        | 不適用                | 海淀区 | 2028年                   | 高架侧式月台           | 右側     |
| 既有区间                                                                         | 五道口       |             |        | 不適用                | 海淀区 | 2002年9月28日            | 高架侧式月台           | 右側     |
| 既有区间                                                                         | 清华东路西口 |             |        | █ 15号线              | 海淀区 | 2028年                   | 高架侧式月台           | 右側     |
| 既有区间                                                                         | 上地         |             |        | 不適用                | 海淀区 | 2002年9月28日            | 地面侧式月台           | 右側     |
| 既有区间                                                                         | 清河站       |             | 1036   | █ 昌平线 █ 19号线支线 | 海淀区 | 2019年12月30日           | 地面岛式月台           | 左側     |
| 既有区间                                                                         | 西二旗       |             | 1545   | █ 昌平线              | 海淀区 | 2010年12月25日（新站房） | 地面侧式月台           | 右側     |
| 新建区间                                                                         | 北郊农场桥   |             |        | █ 13号线 █ 19号线     | 昌平区 | 2025年                   | 地下双岛式站台（内侧） | 右側     |
| 新建区间                                                                         | 回龙观西大街 |             |        | 不適用                | 昌平区 | 2025年                   | 地下岛式月台           | 左側     |
| 新建区间                                                                         | 文华路       |             |        | 不適用                | 昌平区 | 2025年                   | 地下一岛一侧式月台     | 左側     |
| 新建区间                                                                         | 回龙观东大街 |             |        | █ 8号线               | 昌平区 | 2025年                   | 地下岛式月台           | 左側     |
| 新建区间                                                                         | 霍营东       |             |        | 不適用                | 昌平区 | 2025年                   | 地下岛式月台           | 左側     |
| 新建区间                                                                         | 天通苑       |             |        | █ 5号线               | 昌平区 | 2025年                   | 地下岛式月台           | 左側     |
| 新建区间                                                                         | 太平庄       |             |        | 不適用                | 昌平区 | 2025年                   | 地下岛式月台           | 左側     |
| 新建区间                                                                         | 天通苑东     |             |        | █ 17号线              | 昌平区 | 2025年                   | 地下岛式月台           | 左側     |
| 注释                                                                             |              |             |        |                       |        |                          |                        |          |
| 8 原西直门站废弃，此西直门站是在西直门外大街与高梁桥路交叉口北侧新建的地下车站。 |              |             |        |                       |        |                          |                        |          |

## 使用車輛
北京地铁18号线是部分从13号线拆分而来的线路，运营初期将采用由河北京车公司研制的ZBM15型电动客车。